# 潘淑妃
潘淑妃（はんしゅくひ、? - 元嘉30年2月21日（453年3月16日））は、南朝宋の文帝劉義隆の淑妃（側室）。

## 生涯
文帝は晋の武帝に倣い後宮にて羊に引かせた車に乗って回った。潘氏は自室の前に竹の葉を挿し、塩を盛っておいた。羊が竹の葉を食べ、塩をなめるために止まるからである。そのことから文帝に目を留められ、深い寵愛を受け、次男劉濬を産んだ（一説では子には恵まれず、宮人所生の劉濬を自身の実子と公称した）。
最初から嫉妬深い皇后袁斉嬀の仲とは険悪だった。劉濬は行く末を心配して袁皇后の子である皇太子の劉劭に取り入る。元嘉17年（440年）、袁皇后は崩御し、後宮のことを取り仕切っていた。
元嘉30年（453年）、劉劭が皇帝に対する呪詛を行った。文帝は劉劭の廃立に関わったことを潘淑妃と議論する。潘淑妃は機密を劉濬に知らせたが、これを劉濬は劉劭に告げた。同年2月21日、劉劭は挙兵し、夜間皇宮に侵入して文帝を殺害した。淑妃も同時に殺害された。そのことを聞いた劉濬は哀しみの色を示せず、「我が意を得たり」「長い間ずっとそれを楽しみにしていたんだ」などの言葉を残した。
同年、文帝の三男である劉駿は劉劭の乱を平定して帝位に就くと、長寧園夫人を追贈された。